# Carlos Augusto Montenegro
Carlos Augusto Saade Montenegro (Rio de Janeiro, 28 de janeiro de 1954) é um economista e empresário brasileiro graduado pela Universidade Gama Filho em 1977. Foi presidente do extinto Ibope Inteligência. 
Montenegro foi presidente do Botafogo de Futebol e Regatas entre 1994 e 1996. Em sua passagem pelo clube, conquistou o título de campeão brasileiro de 1995 e deu de volta ao clube a sua sede social, General Severiano. Em 2005, voltou ao clube como consultor da presidência e o ajudou a se classificar para a disputa da Copa Sul-Americana 2006 e a vencer o Campeonato Carioca de 2006. Em 2007, Montenegro acabou se envolvendo em muitas polêmicas devido a derrotas do clube e a críticas que desagradaram os jogadores, fato que o fez desligar-se temporariamente do clube, onde desde então vem trabalhando em seus bastidores.

## Títulos

### Como presidente
Botafogo
- Torneio Internacional Eduardo Paes: 1994
- Campeonato Brasileiro: 1995
- Taça Cidade Maravilhosa: 1996
- Troféu Teresa Herrera: 1996
- Copa Rio-Brasília: 1996
- Copa Nippon Ham: 1996
- Torneio Presidente da Rússia: 1996